# Lucy Punch
Lucy Punch (Londra, 30 giugno 1982) è un'attrice britannica.

## Biografia
Nata a Hammersmith, Londra, da Johanna e Michael Punch, gestori di un'azienda di marketing, prima di avere successo e diventare un'attrice professionista aveva recitato con il National Youth Theatre dal 1993 al 1997 e iniziato gli studi presso l'University College (Londra).
Ha debuttato sul piccolo schermo nel 1998 in un episodio de Le nuove avventure di Robin Hood; e in teatro nel 2000 nell'adattamento de Il laureato di Terry Johnson, messo in scena nel Teatro del West End. Ha anche lavorato al Royal Court e al Bush Theatre, entrambi a Londra.
Ha lasciato la serie televisiva The Class - Amici per sempre dopo essere comparsa in 11 dei primi 12 episodi.
Nel 2006 ha vinto il premio come miglior attrice al Festival Internazionale del Cinema di Monaco per la sua performance in Are You Ready For Love?.
Ha recitato nel film di Woody Allen Incontrerai l'uomo dei tuoi sogni, nel ruolo che avrebbe dovuto essere di Nicole Kidman. Nell'agosto 2010 è apparsa nella commedia poliziesca in tre episodi Vexed, accanto a Toby Stephens.
Nel 2011 è stata nel cast di Bad Teacher - Una cattiva maestra di Jake Kasdan, con Cameron Diaz e Justin Timberlake. Il 20 giugno 2011, Brian Michael Bendis ha annunciato che avrebbe interpretato il ruolo di Deena Pilgrim, protagonista femminile dell'episodio pilota della serie TV basata sull'omonima popolare serie di fumetti creata dallo stesso Bendis.

## Filmografia parziale

### Cinema
- Pollice verde (Greenfingers), regia di Joel Hershman (2000)
- Ella Enchanted - Il magico mondo di Ella (Ella Enchanted), regia di Tommy O'Haver (2004)
- La diva Julia - Being Julia (Being Julia), regia di István Szabó (2004)
- Tu chiamami Peter (The Life and Death of Peter Sellers), regia di Stephen Hopkins (2004)
- St. Trinian's, regia di Oliver Parker e Barnaby Thompson (2007)
- Hot Fuzz (Hot Fuzz), regia di Edgar Wright (2007)
- Don't, episodio di Grindhouse, regia di Edgar Wright (2007)
- A cena con un cretino (Dinner for Schmucks), regia di Jay Roach (2010)
- Elektra Luxx, regia di Sebastian Gutierrez (2010)
- Incontrerai l'uomo dei tuoi sogni (You Will Meet a Tall Dark Stranger), regia di Woody Allen (2010)
- Bad Teacher - Una cattiva maestra (Bad Teacher), regia di Jake Kasdan (2011)
- Il mio angolo di paradiso (A Little Bit of Heaven), regia di Nicole Kassell (2011)
- Take Me Home Tonight, regia di Michael Dowse (2011)
- The Giant Mechanical Man, regia di Lee Kirk (2012)
- Uomini di parola (Stand Up Guys), regia di Fisher Stevens (2012)
- Stars in Shorts, di registi vari (2012)
- Cake, regia di Daniel Barnz (2014)
- Into the Woods, regia di Rob Marshall (2014)
- Tutto può accadere a Broadway (She's Funny That Way), regia di Peter Bogdanovich (2014)
- The Meddler - Un'inguaribile ottimista (The Meddler), regia di Lorene Scafaria (2015)
- La leggendaria Dolly Wilde (How to Build a Girl), regia di Coky Giedroyc (2019)
- Silent Night, regia di Camille Griffin (2021)
- Book of Love, regia di Analeine Cal y Mayor (2022)

### Televisione
- Cenerentola per sempre (Cinderella), regia di Beeban Kidron – film TV (2000)
- L'ispettore Barnaby (Midsomer Murders) – serie TV, episodio 4x05 (2001)
- Dinotopia – serie TV, episodio 1x07  (2002)
- Doc Martin – serie TV, 6 episodi (2006)
- Poirot (Agatha Christie's Poirot) – serie TV, episodio 10x03 (2006)
- The Class - Amici per sempre (The Class) – serie TV, 13 episodi (2005-2007)
- Vexed – serie TV, 3 episodi (2010)
- Ben & Kate – serie TV, 16 episodi (2012-2013)
- New Girl – serie TV, 2 episodi (2016)
- Una serie di sfortunati eventi (A Series of Unfortunate Events) – serie TV, 14 episodi (2018-2019)
- The Conners – serie TV, episodio 2x01 (2019)
- What We Do in the Shadows – serie TV, episodio 2x09 (2020)
- Gossip Girl – serie TV, episodio 1x07 (2021)

## Doppiatrici italiane
Nelle versioni in italiano delle opere in cui ha recitato, Lucy Punch è stata doppiata da:
- Chiara Colizzi in The Class - Amici per sempre, Uomini di parola, La diva Julia - Being Julia, Book of Love
- Valentina Mari in Ella Enchanted - Il magico mondo di Ella, Into the Woods
- Antonella Baldini in Doc Martin, Poirot
- Benedetta Ponticelli in Una serie di sfortunati eventi
- Mariagrazia Cerullo in The Female brain - Donne vs uomini
- Claudia Pittelli in The Meddler - Un'inguaribile ottimista
- Ilaria Stagni in Incontrerai l'uomo dei tuoi sogni
- Monica Bertolotti in Il mio angolo di paradiso
- Claudia Catani in A cena con un cretino
- Claudia Balboni in Cenerentola per sempre
- Barbara Villa in Take Me Home Tonight
- Tiziana Avarista in Bad Teacher
- Chiara Gioncardi in St. Trinian's
- Ilaria Latini in  Gossip Girl